# Sécheras
Sécheras település Franciaországban, Ardèche megyében. Lakosainak száma 517 fő (2022. január 1.). Sécheras Arras-sur-Rhône, Cheminas, Eclassan, Lemps és Vion községekkel határos.

## Népesség
A település népessége az elmúlt években az alábbi módon változott:
| Lakosok száma | 253  | 233  | 297  | 464  | 516  | 543  | 554  | 534  | 524  | 517  |
|               | 1968 | 1982 | 1990 | 2006 | 2013 | 2015 | 2017 | 2019 | 2020 | 2022 |